# Woman in Me
Woman in Me è il secondo album in studio da solista della cantante britannica Louise, pubblicato nel 1997.

## Tracce
1. Arms Around the World (George/Noel/Louise Nurding/Trevor Steel/John Holiday) – 4:11
2. All That Matters (Jeff Franzel/Nina Ossoff/T.Silverlight) – 3:40
3. I Pray (Joe Kipnis) – 4:55
4. Let's Go Round Again (Alan Gorrie) – 4:01
5. Woman in Me (Trevor Steel/John Holiday/B.Thiele) – 3:49
6. Trust in You (Graham Plato/Louise Nurding/N.Lowis) – 5:12
7. Reminds Me of You (P.Shane/Kenedy/Pescotto) – 3:58
8. Shut Up & Kiss Me (Noel/George/Trevor Steel/John Holiday) – 3:40
9. Healing Love (Simon Climie/Noel/George) – 5:13
10. When Will My Heart Beat Again (Graham Plato/Louise Nurding/N.Lowis) – 4:26
11. New York Moon (Barry Blue/Robyn Smith) – 4:25
12. Happy Love (Charlie Mole/Gerry D'eveaux) – 4:15
13. Who Do You Love (Peter Kearney/Steve Robson) – 4:09
14. Don't Be Shy (Graham Plato/Louise Nurding/N.Lowis) – 4:52
15. Running Back for More (Louise Nurding/Graham Plato/N.Lowis) – 3:46
16. Love Will Bring You Back to Me (Jodie Wilson/Berny Cosgrove/Kevin Clark) – 4:16